# NGC 6733
NGC 6733 (другие обозначения — PGC 62770, ESO 141-25) — линзообразная галактика (SB0) в созвездии Павлин.
Этот объект входит в число перечисленных в оригинальной редакции «Нового общего каталога».